# Abdul Jabbar Junejo
Abdul Jabbar Junejo (Sindhi عبدالجبار جوڻيجو ليکڪ ʻAbduljabbāru Jūṇejo; 26. November 1935; gest. 12. Juli 2011) war ein pakistanischer Schriftsteller des Sindhi, Dichter, Kritiker, Linguist, Historiker und Musikologe in Sindh, Pakistan.

## Leben

### Jugend
Junejo wurde am 26. November 1935 im Dorf Pir Fateh Shah, District Badin, Sindh, Pakistan geboren. Er erwarb 1962 einen Master in Sindhi, für den er eine Auszeichnung erhielt und eine Goldmedaille. Seinen Ph.D. verfasste er zum Thema: „The Influence of Persian Poetry on Sindhi Poetry“ (Der Einfluss Persischer Dichtung auf die Sindhi-Dichtung). Große Sprachkompetenz hatte er in Englisch, Chinesisch und Persisch.

### Karriere
Junejo begann 1960 seine Karriere als Junior Lecturer. 1962 ging er ans Department of Sindhi an der University of Sindh, Jamshoro. Er wurde Vorsitzender des Departments und später Dekan der Faculty of Art. Außerdem wurde er Direktor des Laar Museum (2004–2007).

## Werke
Er verfasste die Kurze Geschichte der Sindhi-Literatur in drei Bänden sowie ein monumentales kritisches Werk zur Dichtung von Shah Abdul Latif. Außerdem war er ein großer Kenner der klassischen Sindhi-Musik. 65 Bücher in Sindhi, 10 Bücher in Urdu und ca. 200 Forschungsartikel zu verschiedenen Themen stammen aus seiner Feder. Am 18. Dezember 2011 weihte Frau Sussui Palejo, die damalige Ministerin im Culture Department die Dr. Abdul Jabbar Junejo Corner in der Zafar Kazim Art Gallery im Sindh Museum in Hyderabad ein. Nach seinem Tod wurde ein Hörsaal im Sindhi Department der Sindh University Jamshoro nach Junejo benannt.

## Tod
Junejo starb am 12. Juli 2011 an Nierenversagen.